# Łokomotyw Jasynuwata
Łokomotyw Jasynuwata (ukr. Футбольний клуб «Локомотив» Ясинувата, Futbolnyj Kłub "Łokomotyw" Jasynuwata) – ukraiński klub piłkarski z siedzibą w Jasynuwatej, w obwodzie donieckim.

## Historia
Chronologia nazw:
- 1937: Łokomotyw Jasynuwata (ukr. «Локомотив» Ясинувата)
- 1951: klub rozwiązano

Drużyna piłkarska Łokomotyw Jasynuwata została założona w mieście Jasynuwata w XX wieku. W 1937 klub debiutował w rozgrywkach Pucharu ZSRR. W 1938 ponownie startował w Pucharze ZSRR. W 1946 klub debiutował w Trzeciej Grupie, wschodniej strefie ukraińskiej Mistrzostw ZSRR. Potem brał udział w rozgrywkach mistrzostw i Pucharu obwodu donieckiego, w których występuje do dziś.

## Sukcesy
- Trzecia Grupa, wschodnia strefa ukraińska:

9 miejsce: 1946
- Puchar ZSRR:

1/64 finału: 1937